# Crella fusifera
Crella fusifera är en svampdjursart som beskrevs av Sarà 1969. Crella fusifera ingår i släktet Crella och familjen Crellidae.
Artens utbredningsområde är Italien. Inga underarter finns listade i Catalogue of Life.